# Marja-Liisa Kirvesniemi
Marja-Liisa Kirvesniemi nata Hämäläinen (Rautjärvi, 10 settembre 1955) è un'ex fondista finlandese.
È moglie di Harri Kirvesniemi, a sua volta fondista di alto livello, e dal 1984, in seguito al matrimonio, assunse il cognome del coniuge.

## Biografia
Nata a Simpele di Rautjärvi, in Coppa del Mondo ha ottenuto il primo risultato di rilievo il 6 marzo 1982 nella 10 km di Lahti (8ª), ha ottenuto il primo podio il 12 dicembre successivo nella 5 km della Val di Sole (2ª) e la prima vittoria il 5 marzo 1983 nella 5 km di Lahti. Nelle stagioni 1982-1983 e 1983-1984 si è aggiudicata la Coppa del Mondo generale.
In carriera ha partecipato a sei edizioni dei Giochi olimpici invernali (Innsbruck 1976, Lake Placid 1980, Sarajevo 1984, Calgary 1988, Albertville 1992 e Lillehammer 1994), vincendo sette medaglie, e a sei dei Campionati mondiali, vincendo otto medaglie.

## Palmarès

### Olimpiadi
- 8 medaglie:
  - 3 ori (5 km[2], 10 km[2], 20 km[2] a Sarajevo 1984)
  - 4 bronzi (staffetta[2] a Sarajevo 1984; staffetta[2] a Calgary 1988; 5 km[2], 30 km[2] a Lillehammer 1994)

### Mondiali
- 8 medaglie:
  - 3 ori (staffetta a Lahti 1978; 10 km[2], staffetta[2] a Lahti 1989)
  - 5 argenti (5 km[2], 10 km[2] a Seefeld in Tirol 1985; 30 km[2] a Lahti 1989; 5 km[2] a Val di Fiemme 1991; 15 km[2] a Falun 1993)

### Coppa del Mondo
- Vincitrice della Coppa del Mondo nel 1983 e nel 1984
- 16 podi (tutti individuali[3]), oltre a quelli conquistati in sede olimpica o iridata e validi ai fini della Coppa del Mondo:
  - 7 vittorie
  - 7 secondi posti
  - 2 terzi posti

#### Coppa del Mondo - vittorie
| Data             | Luogo         | Paese          | Disciplina |
| ---------------- | ------------- | -------------- | ---------- |
| 5 marzo 1983     | Lahti         | Finlandia      | 5 km       |
| 19 marzo 1983    | Anchorage     | Stati Uniti    | 10 km      |
| 27 marzo 1983    | Labrador City | Canada         | 10 km      |
| 17 dicembre 1983 | Autrans       | Francia        | 10 km      |
| 19 dicembre 1987 | Reit im Winkl | Germania Ovest | 5 km TL    |
| 4 marzo 1989     | Oslo          | Norvegia       | 20 km PU   |
| 7 marzo 1992     | Funäsdalen    | Svezia         | 5 km TL    |

Legenda:

PU = inseguimento

TC = tecnica classica

TL = tecnica libera

### Campionati finlandesi
- 46 medaglie[1]:
  - 30 ori

## Riconoscimenti
Nel 1989 è stata insignita della Medaglia Holmenkollen, uno dei più prestigiosi riconoscimenti dello sci nordico; è stata proclamata "atleta finlandese dell'anno" nel 1984 e "atleta finlandese donna dell'anno" nel 1985 e nel 1991.